# Model Context Protocol

Powiązanie między klientem MCP a serwerem

Protokół Model Context Protocol (MCP) – otwarty standard i framework wprowadzony przez Anthropic w listopadzie 2024 w celu standaryzacji sposobu, w jaki systemy sztucznej inteligencji, takie jak duże modele językowe, integrują dane i udostępniają je zewnętrznym narzędziom, systemom i źródłom danych. MCP zapewnia uniwersalny interfejs do odczytu plików, wykonywania funkcji i obsługi kontekstowych monitów. Po opublikowaniu protokół został przyjęty przez głównych dostawców rozwiązań AI, w tym OpenAI i Google DeepMind.

## Zastosowania
Metodę MCP zastosowano w takich obszarach jak tworzenie oprogramowania, automatyzacja procesów biznesowych i automatyzacja języka naturalnego.
W środowiskach komercyjnych chatboty mogą być zintegrowane przez MCP do pobierania danych z dokumentów przedsiębiorstwa, systemów CRM i wewnętrznych baz wiedzy.
W dziedzinie dostępu do danych przez język naturalny, MCP pozwala przez takie projekty jak AI2SQL na łączenie modeli językowych z  bazami danych, co pozwala na wykonywanie zapytań w prostym języku.
Protokół ten staje się coraz powszechniejszy w narzędziach do tworzenia oprogramowania. Zintegrowane środowiska programistyczne przyjęły protokół MCP, aby zapewnić asystentom kodowania AI dostęp do kontekstu projektu w czasie rzeczywistym. Ta integracja jest szczególnie cenna w przypadku przepływów pracy takich jak vibe coding, w których ciągła pomoc ma kluczowe znaczenie.